# Lezo (Aklan)
Pour les articles homonymes, voir Lezo.
Lezo (officiellement municipalité de Lezo : en aklanon Banwa it Lezo ; en hiligaïnon Banwa sang Lezo ; en tagalog : Bayan ng Lezo) est une municipalité de cinquième classe de la province d’Aklan, aux Philippines.
Lors du recensement de 2020, sa population s'élève à 15 639 habitants.

## Géographie
Lezo est la plus petite, en nombre d'habitants comme en superficie, des dix-sept municipalités de la province d'Aklan, sur l'île de Panay, dans la région des Visayas occidentales au centre des Philippines ; elle est située à la pointe nord-est de l'île, à 11 kilomètres de Kalibo, chef-lieu de la province.
D'une superficie totale de 23,40 kilomètres carrés, Lezo est divisée administrativement en 12 barangays (districts) :
- Agcawilan
- Bagto
- Bugasongan
- Carugdog
- Cogon
- Ibao
- Mina
- Poblacion
- Santa Cruz
- Santa Cruz Bigaa
- Silakat-Nonok
- Tayhawan

## Histoire
Au XIXe siècle, Lezo est un barrio (quartier) de Calivo, qui inclut également Kalibo et Numancia. Le 31 juillet 1909, Lezo et Numancia sont séparés de Kalibo ; Lezo est le siège de la municipalité et Numancia un barrio. Le 31 décembre 1916, Lezo est raatchée à la province de Cápiz ; en 1920, les statuts de Numacia et Lezo sont inversés, et Lezo devient un barrio de Numancia.
Le 28 août 1941, Lezo devient une municipalité indépendante

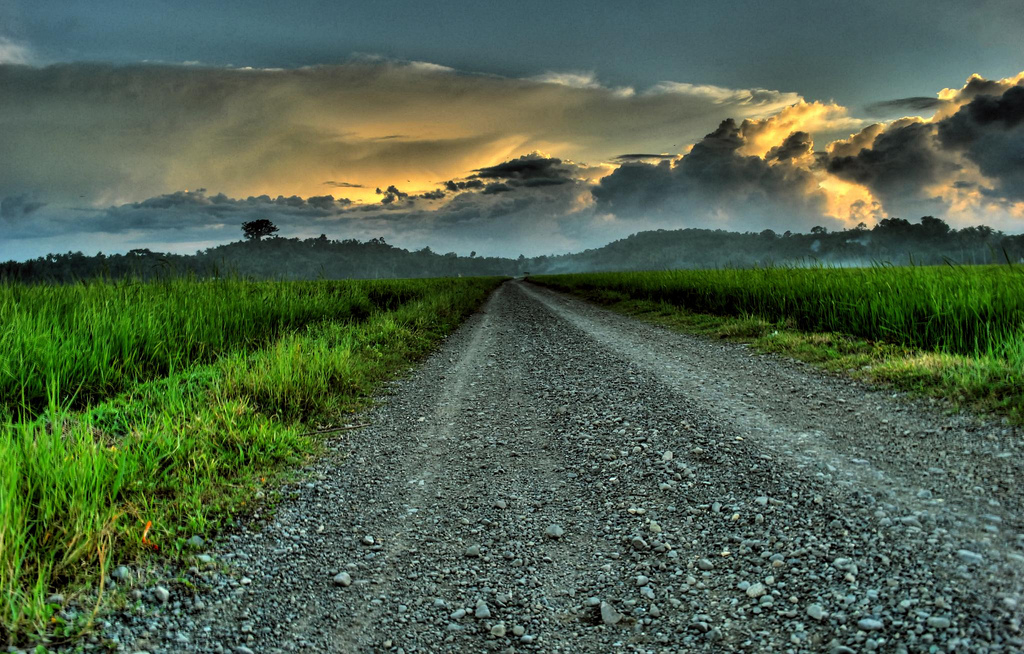
Route à Lezo